# Harpella melusinae
Harpella melusinae är en svampart som beskrevs av L. Léger & Duboscq 1929. Harpella melusinae ingår i släktet Harpella och familjen Harpellaceae.   Inga underarter finns listade i Catalogue of Life.